# 오코보

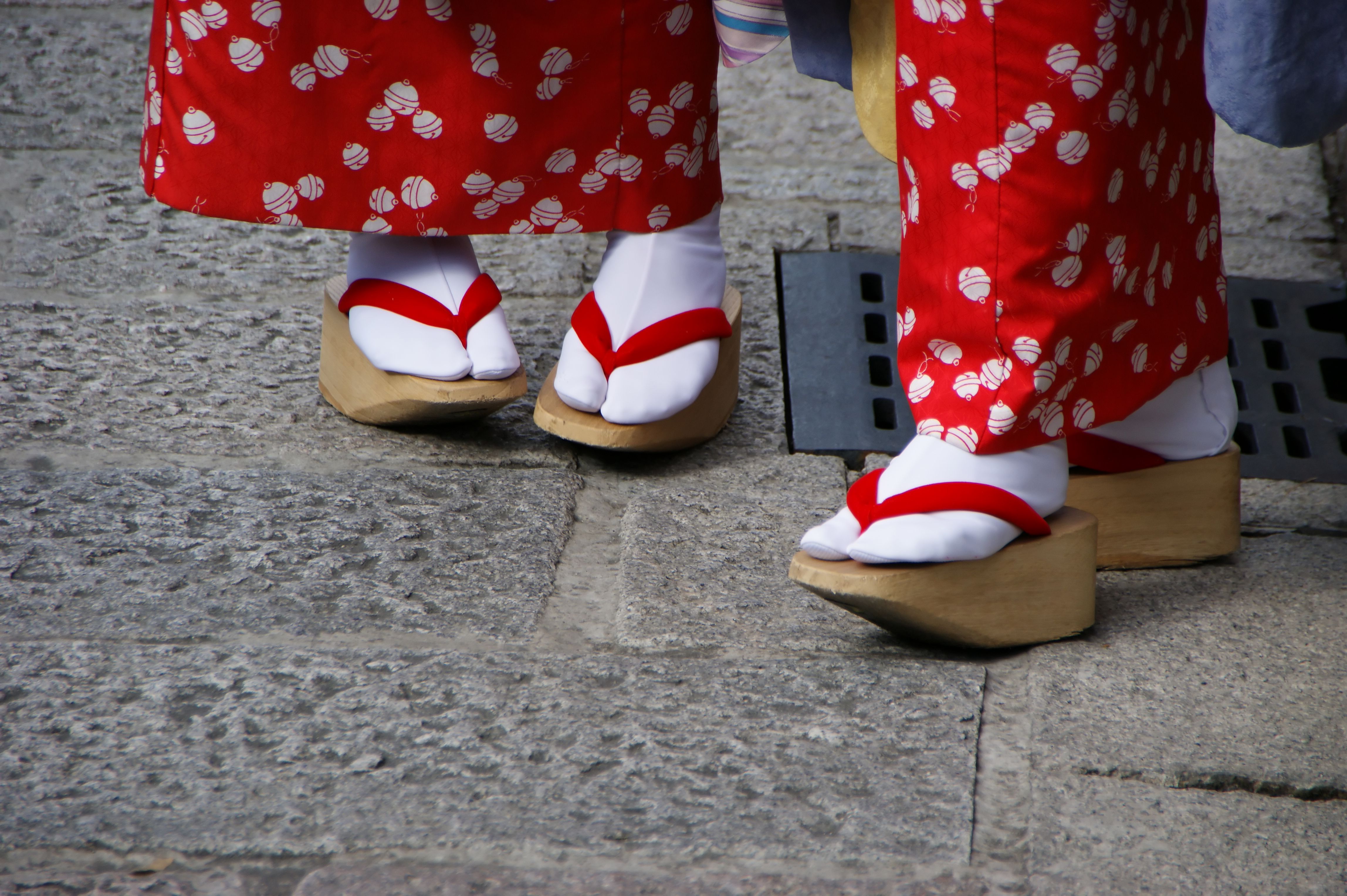

오코보(おこぼ)는 일본의 신발로, 여자 아이용으로 쓰는 게타(왜나막신)의 일종이다. 두꺼운 나무의 밑을 깎아 내고, 뒤를 둥글게 하며, 밑바닥의 앞쪽을 비스듬히 깎아 낸다. 검은색이나 주황색으로 옻칠을 하기도 한다.

## 같이 보기
- 게타